# District de Bình Giang
Bình Giang est un district de la  Province de Hải Dương dans la région du delta du Fleuve Rouge au Vietnam. 

## Présentation
Il a une superficie de 105 km2. Sa capitale est Ke Sat.  
En 2003, la population du district était de 106 689 habitants.